# Цикаридзе, Шура Илларионовна
Шура Илларионовна Цикаридзе (1913 год, Гурийский уезд, Кутаисская губерния, Российская империя — неизвестно, Грузинская ССР) — колхозница колхоза имени Молотова Махарадзевского района, Грузинская ССР. Герой Социалистического Труда (1951).

## Биография
Родилась в 1913 году в крестьянской семье в одном из сельских населённых пунктов Гурийского уезда. После получения начального образования трудилась в сельском хозяйстве. Во время коллективизации вступила в колхоз имени Молотова Махарадзевского района. Трудилась на чайной плантации.
В 1950 году собрала 6002 килограмма сортового зелёного чайного листа на участке площадью 0,5 гектара. Указом Президиума Верховного Совета СССР от 1 сентября 1951 года удостоена звания Героя Социалистического Труда за «получение в 1950 году высоких урожаев сортового зелёного чайного листа и винограда» с вручением ордена Ленина и золотой медали «Серп и Молот» (№ 6149).
Этим же Указом званием Героя Социалистического Труда были награждены четыре труженицы колхоза имени Молотова колхозницы Нина Тимофеевна Гагуа, Галина Дмитриевна Мжаванадзе, Нина Владимировна Начкебия и Кетеван Онуфриевна Цитайшвили.
С 1969 года — персональный пенсионер союзного значения. Дата смерти не установлена.